# 餃子の王将

餃子の王将のロゴ

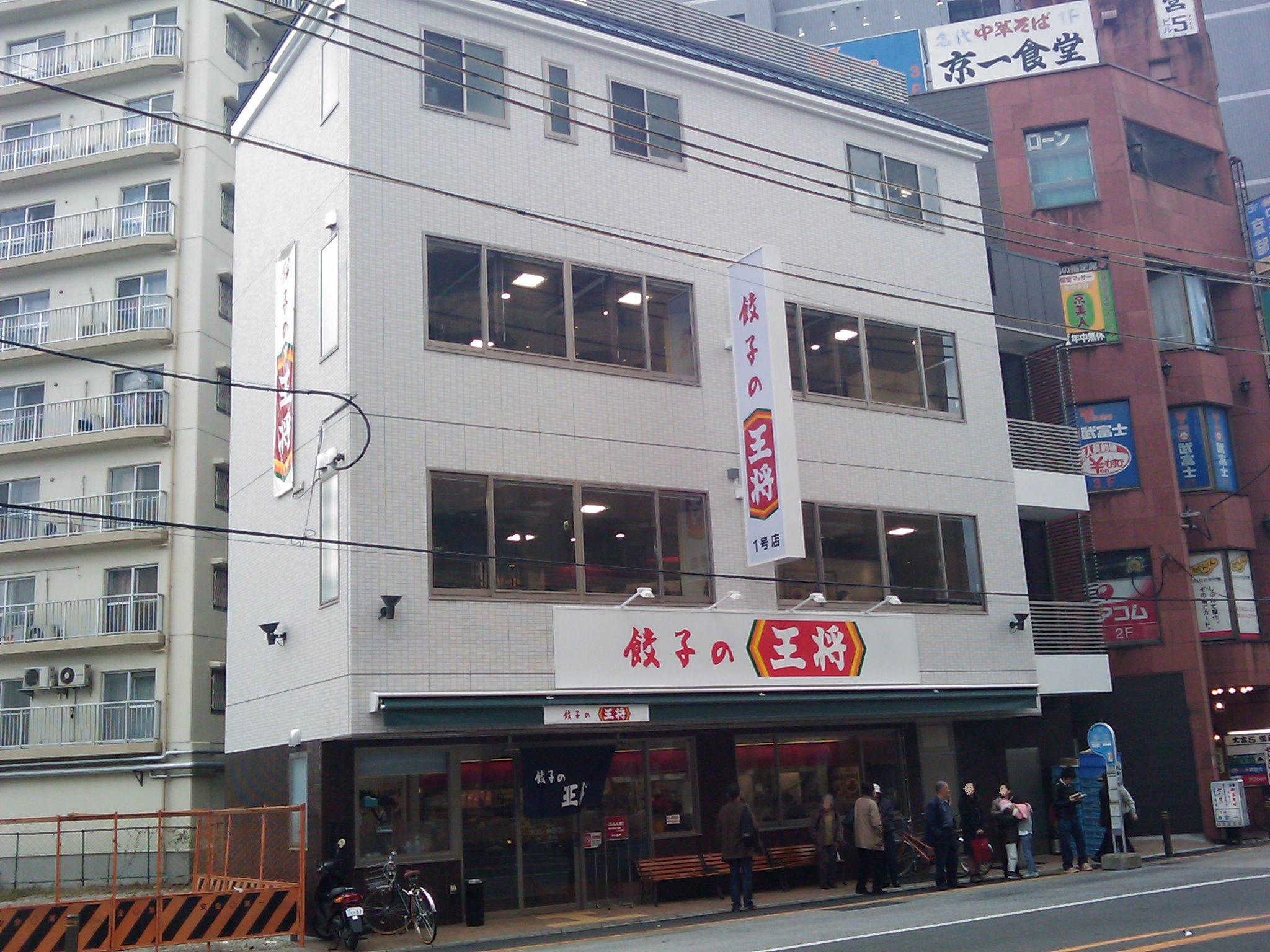
餃子の王将 四条大宮店（直営1号店）
（京都府京都市中京区）

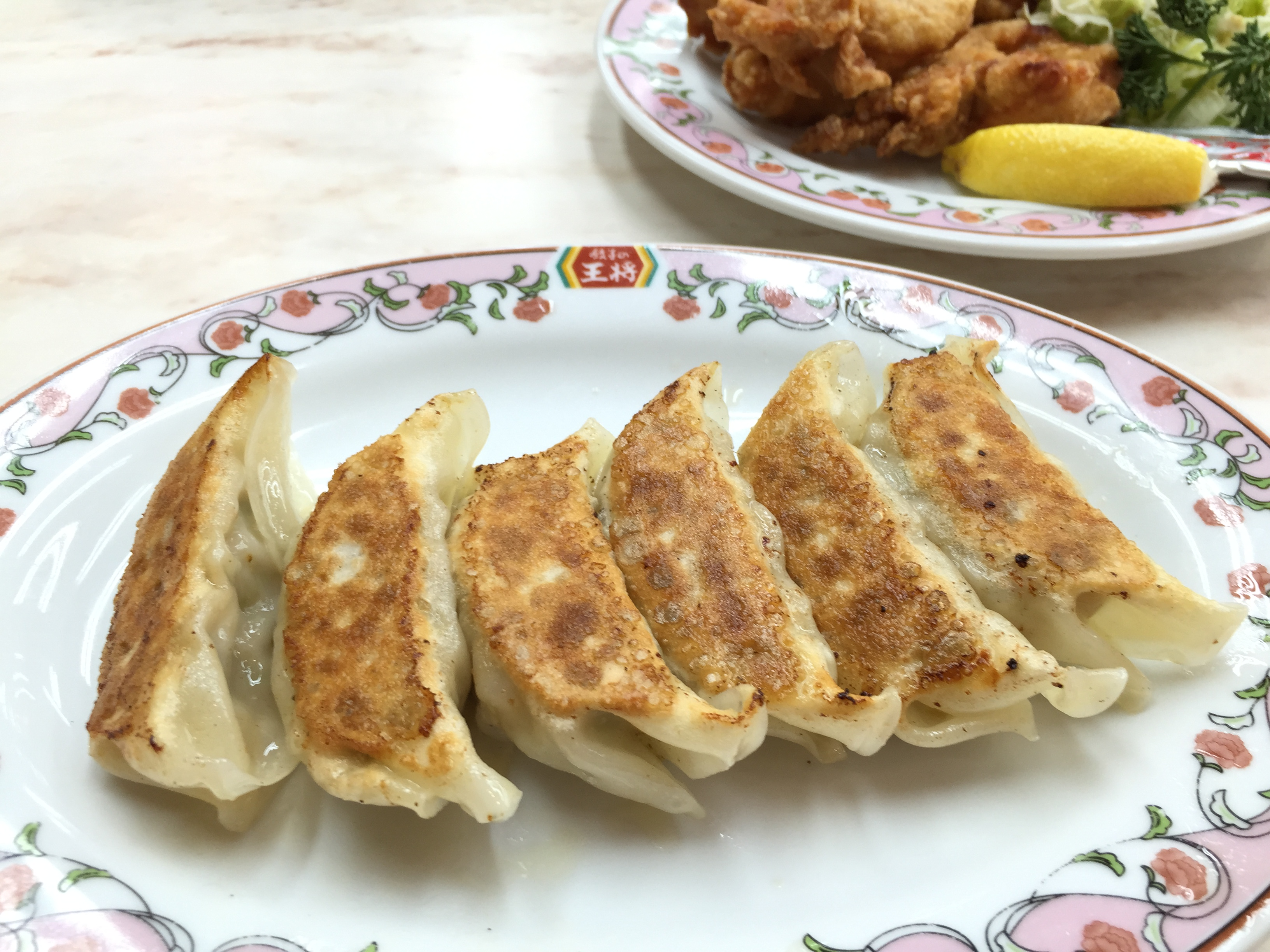
餃子の王将の看板メニューである焼き餃子。

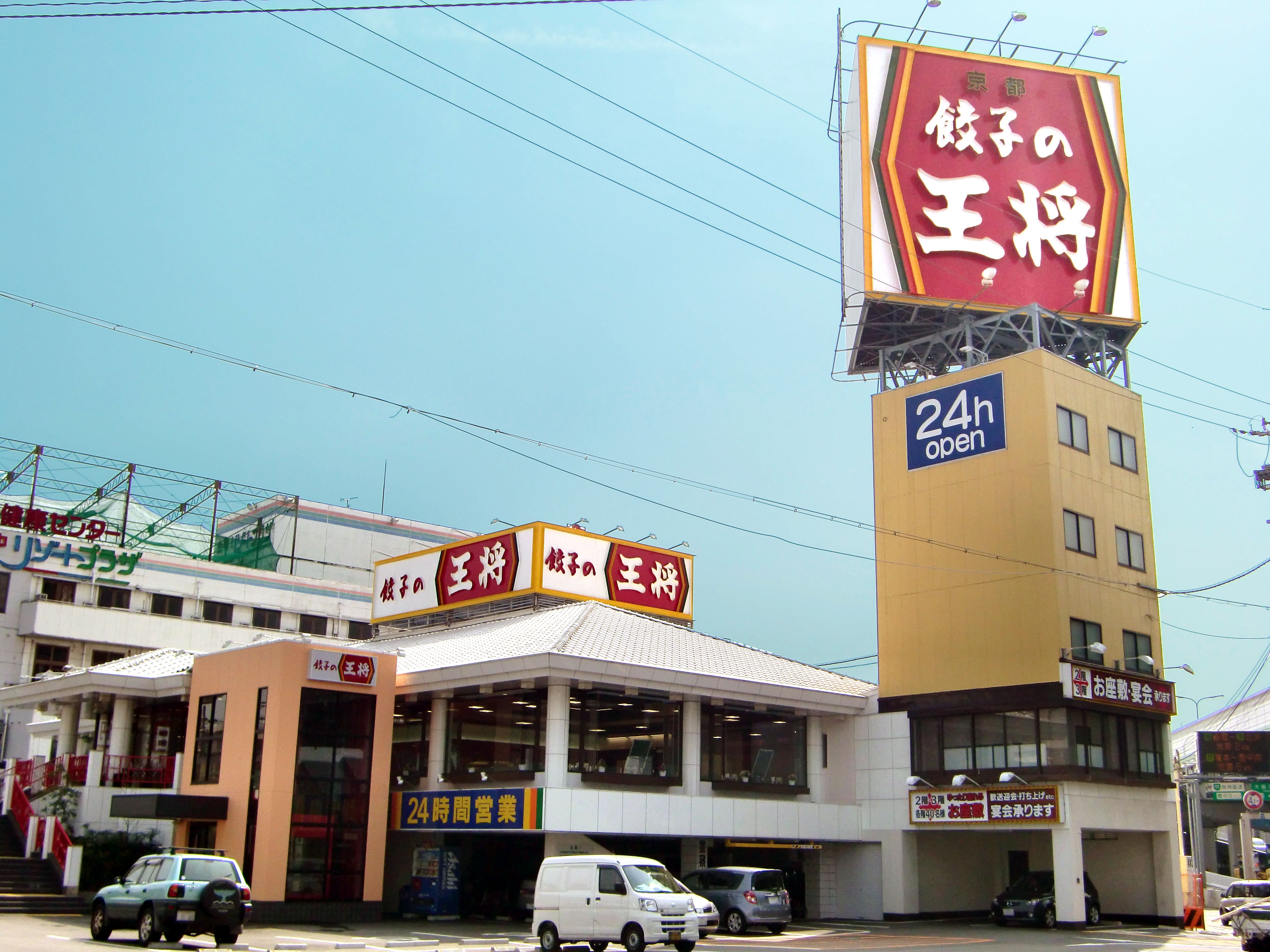
餃子の王将 空港線豊中店
（大阪府豊中市）看板の上部に「京都」と書かれている。

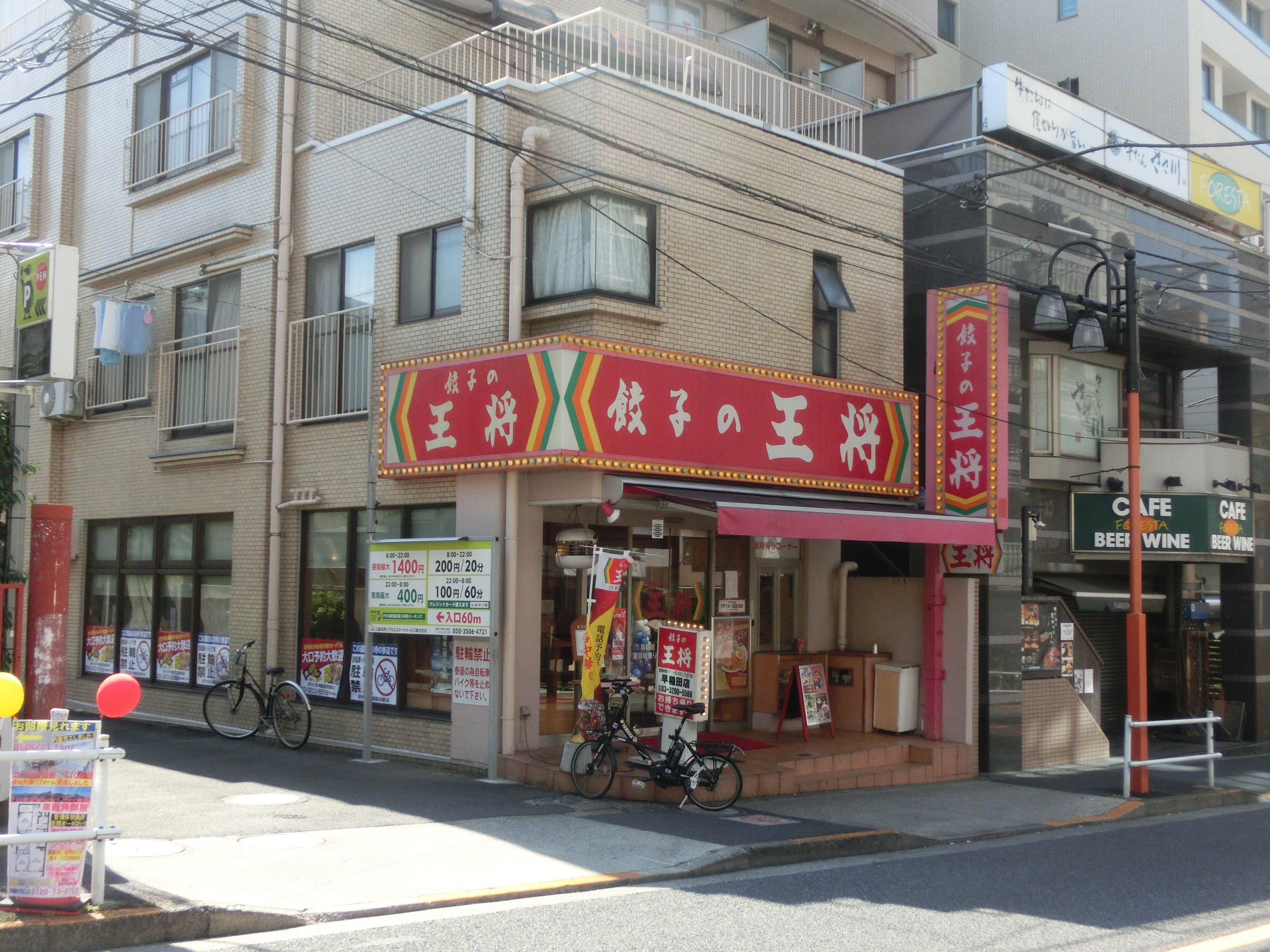
餃子の王将 早稲田夏目坂通り店（2018年）

餃子の王将（ぎょうざのおうしょう）は、株式会社王将フードサービスが京阪神地区を中心に全国展開する餃子を売りにした中華料理チェーン。
単に「王将」と呼ばれることもあるが、後述の「大阪王将」と区別するために「京都王将」と呼ばれることもある。看板に「京都」と明記してある店舗も存在する。
2024年3月31日現在、直営店545店舗（うち海外2店舗）、フランチャイズ186店舗の計731店舗を展開している。なお、青森・岩手・秋田・山形・福島・島根・宮崎・沖縄の各県には未出店となっている。

## 店舗形態

### 餃子の王将
本チェーンの代表的な店舗の形態である。
1967年（昭和42年）12月25日に京都市の大宮駅付近（四条大宮）に一号店を開店。1970年代後半からは東京地区に積極的に出店している。
繁華街・駅前型から郊外型など幅広いエリアに出店している。店も小さなタイプからロードサイドの大型店舗など幅広い。
オープンキッチンスタイルでの店舗調理で、一部の店舗を除いて、各店舗で調理が行われている。これは、中華料理は出来立てが一番美味しい、調理の過程が見えた方が安心度が高い、という理念によるものであり、2000年（平成12年）初めごろ、不況により外食産業全般が不調になった際に、餃子の王将もコストカットのため、他の大型外食チェーン店と同じように、セントラルキッチンの食材を大幅に増やしたが、餃子の王将らしさがなくなったと不評で、従来の方式に戻したという経緯もある。但し、食材の下拵えや製麺などは作業効率とコストダウンを考えて、セントラルキッチンで行われている。
店の看板である餃子については、過去、店舗毎の味のバラツキを無くすためセントラルキッチンで餡と皮を製造し、各店舗に配送し販売当日に包んで焼いていた。しかし従業員が総出で1日1000食以上も餃子の包みを余儀なくされる店舗も増え、次第に店内サービスや調理業務を圧迫し始めたことから、全自動成型餃子システムを導入したセントラルキッチンによる製造に移行。2016年に東日本エリアをカバーする東松山工場が竣工し、東日本の各店舗へ配送を始めたことを契機に全国に拡大、2019年までに店内の餃子製造を取りやめている。なお、ラーメンに関しては、店舗で仕込んだ独自のラーメンを提供している店もある。
2021年4月14日、愛知県半田市に餃子の王将で初となるドライブスルー対応店舗の半田やなべ店がオープン。
2022年4月27日、昨今の小麦や食用油をはじめとする原材料価格の高騰や人件費、物流費の上昇などを受け、 同年5月14日よりメニュー全体の約2割の商品を、税抜きで20～30円の値上げを発表。
2022年10月18日、ウクライナ情勢や円安の進行等に起因して、原材料やエネルギー価格はその後も想定を超えて上昇することが予想されるため、同年11月19日よりグランドメニューのうち35商品の価格を、税抜きで10円～50円の値上げを発表。
2025年3月期の決算が過去最高を更新。コロナ渦にあっても人的投資と店舗への投資を行ったことが決算に反映された。具体的には社内研修「王将調理道場」のオンライン化を実施。また、フランチャイズチェーン店が閉店していくなか、自己資金で直営店を出店して店舗網を維持。直営店は本社による研修効果を店頭に反映しやすく、オンライン化による研修受講者増との相乗効果も生まれた。

#### くるくる寿司
1987年からは回転寿司事業に参入し、「くるくる寿司」の名前で餃子の王将の店舗内に併設する形で最大20店舗まで拡大したが、話題性や収益の低下を受け、2013年に撤退した。

#### 中国・台湾進出

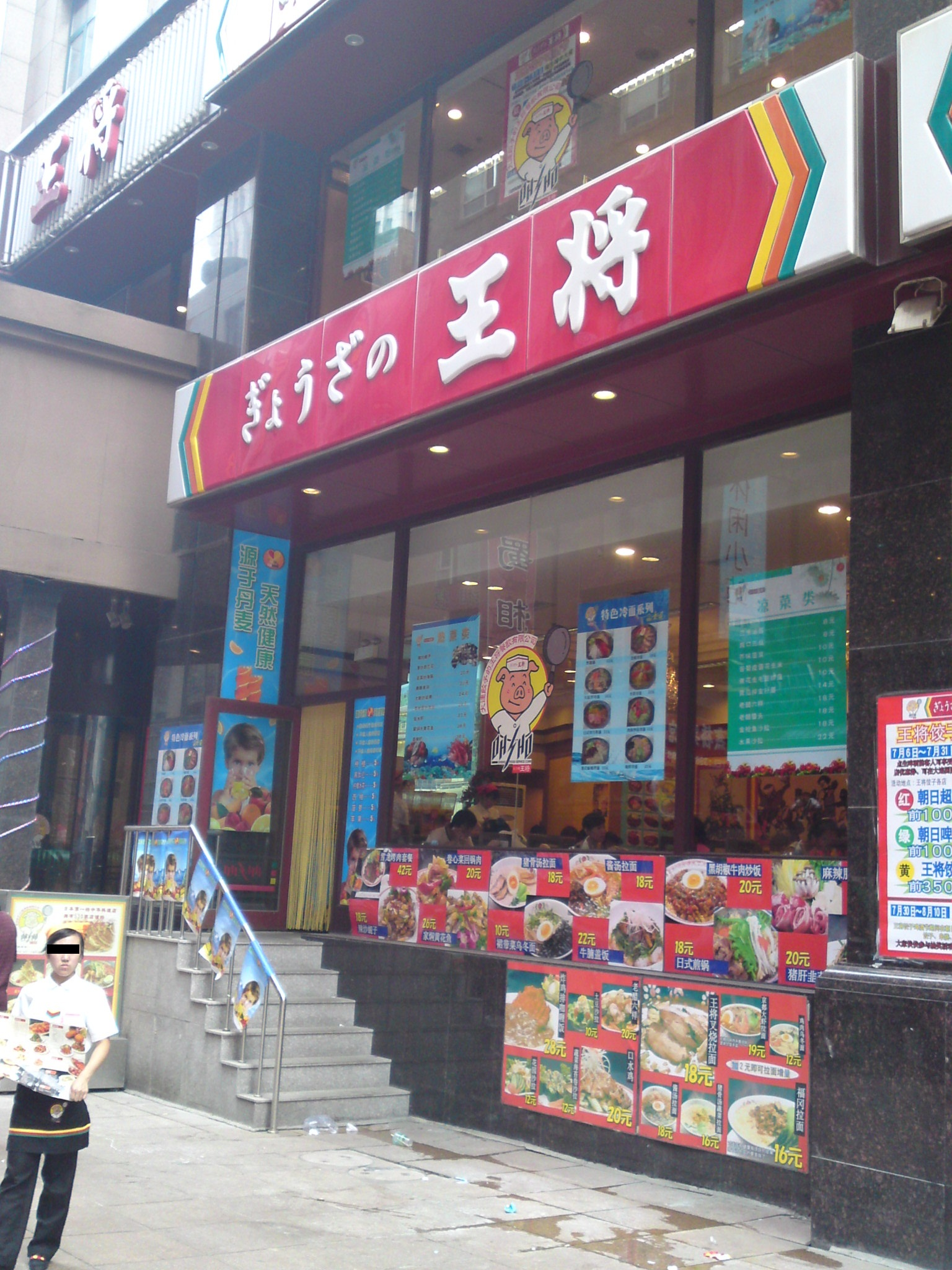
餃子の王将大連商場店
（遼寧省大連市）

2005年1月には、初海外進出として中華人民共和国遼寧省大連市に現地子会社「王将餃子（大連）餐飲有限公司」を設立し、同年8月、大連に出店を果たした。「餃子の王将」が餃子母国へ凱旋帰国！をキャッチフレーズに餃子発祥の地の1つとされる大連に「日本の中華料理」を輸出する形で話題にもなった。CMからのキャッチフレーズである「食は万里を超える」を実践する意気込みである。
尚、日本の店舗であることを強調するために、看板などは日本語で「ぎょうざの王将」と「餃子」を平仮名表記している。2008年8月には大連商場店（1号店）、開発区店、人民路店、英華街店、金州店と5店舗に成長した。
一時は6店舗にまで拡大したが、業績悪化のため2014年10月31日に子会社の解散を決定し、同年11月に全店舗閉店。2016年3月には子会社の清算完了。大連の「餃子の王将」の閉店後、元関係者らによって「大連嘉和屋餐飲有限公司」が設立され、2015年、「餃子の王将」の店舗跡地に「嘉和屋（カワヤ）」を営業開始した。
2016年6月28日の株主総会で、海外再進出として年内に台湾へ出店する方針を発表した。2017年4月、台湾・高雄市の「漢神アリーナショッピングプラザ（漢神巨蛋購物廣場）」に台湾1号店となる「餃子の王将 高雄漢神巨蛋店」をオープンした。台湾では主食である餃子を、敢えて白飯と一緒に提供する「餃子セット」など、日本流の食べ方を提案している。

### GYOZA OHSHO
2016年3月、女性をメインターゲットとした新コンセプト店舗「GYOZA OHSHO」をオープンした。今後の世界進出を視野に入れ「ジャパニーズカジュアル」をコンセプトとし、女性デザイナーによる設計を採用し、「女性が多く入店しやすい」ような店舗創りがなされている。料理研究家、小針衣里加の監修によりメニュー開発を行い、おからと紅しょうがを餡にした揚げ餃子、サワークリームとバターで食べるスープ餃子、チーズケーキの形をした卵焼きなどの商品を揃えた。
- GYOZA OHSHO 烏丸御池店（2016年3月3日オープン）
- GYOZA OHSHO 阪神芦屋店（2016年8月31日オープン）
- GYOZA OHSHO 大宮駅西口店（2016年10月15日オープン。首都圏かつ東日本で初となるGYOZA OHSHOの店舗だったが、2021年12月現在「餃子の王将 大宮駅西口店」に衣替え）
- GYOZA OHSHO 京都高島屋店（2017年2月8日オープン。餃子の王将で初となる餃子持ち帰り専門店。2021年6月30日をもって閉店）
- GYOZA OHSHO プライムツリー赤池店（2017年11月24日オープン。東海地区で初となるGYOZA OHSHOの店舗）
- GYOZA OHSHO 有楽町国際フォーラム口店（2019年3月2日オープン。東京都内で初となるGYOZA OHSHOの店舗）

### 餃子の王将 Express
餃子の王将 Expressは、全席スタンディングスタイルの店舗で、「列車の発車時刻までのわずかな時間」「待ち合わせまでのひととき」といったニーズに応えられるようスピーディさを重視、味にも満足いただけるよう、食材や調理方法にこだわっている。
2019年6月27日にリニューアルオープンしたアトレ秋葉原の1階に、餃子の王将の新業態店舗1号店となる「餃子の王将 Express アトレ秋葉原店」がオープンした。

### Joy Naho
Joy Nahoは、テイクアウト&デリバリーの餃子の王将の新業態店舗1号店となり、2021年6月25日にジョイ・ナーホ 池尻大橋店、2022年10月5日にジョイ・ナーホ練馬高野台駅前店、2024年6月7日にジョイ・ナーホ 赤坂見附店がオープンした。

### いけすの王将
かつては「いけすの王将」として和食部門にも進出していたが、2011年8月31日に最後の店舗が閉店された。

## メニュー

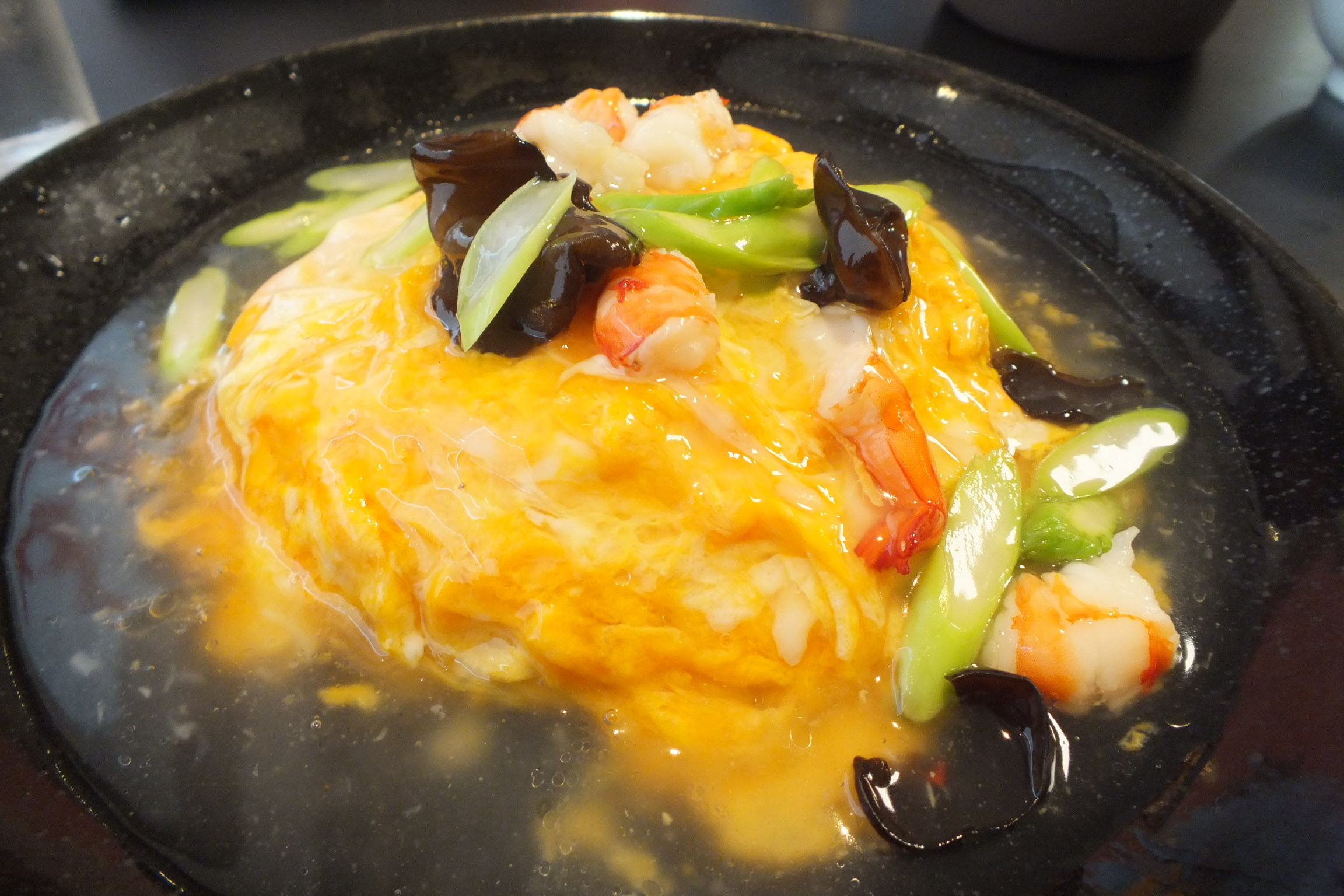
極王天津飯

餃子の王将は、地域性やお客様ニーズに応えるため、エリアごとにメニューを変えている。また、餃子等の全店共通基本メニュー以外のメニューは各店舗の店長に裁量が認められているため、店舗によってもメニューが異なる。
各店独自の組み合わせで定食やセットメニューが設定されている場合も多い。制限時間内完食で無料とするいわゆるチャレンジメニューや、学生証を提示すると注文できる大学限定メニューなどが存在する店舗もある。
また、全店共通基本メニューでも、天津飯や天津炒飯、カニ玉は、東日本では塩ダレ・甘酢ダレ・京風ダレから選べるのに対して、西日本は京風ダレだけであるなどの差がある。ただし店舗によっては関西で甘酢ダレや塩ダレが選べる店（神戸御影店の塩ダレ、難波南海通り店の甘酢ダレ）もある。
中京圏での台湾ラーメンや関東地区の東京ラーメン等、「ご当地メニュー」もしばしば存在する。また、このような全店共通基本メニュー以外は統一したレシピが無いため、同じメニューでも店によって味が全く違うこともある。

### 餃子
店舗のブランドとして「餃子の」と付けている通り、看板メニューは餃子である。
焼き方は、デフォルトの「普通焼き」以外に、皮のモッチリ感が味わえる「うす焼き」や、しっかりとした香ばしさが味わえる「両面焼き」や「よく焼き」など、焼き加減を裏メニューとして注文可能である。
2016年、餃子を食べたあとのニンニク臭が気になる人向けに「にんにくゼロ餃子」を発売。2019年7月8日より、そのアップグレード版とも言える「にんにくゼロ生姜餃子」を発売。
2021年3月19日、通常の餃子の2倍以上のにんにくを使った「にんにく激増し餃子」を発売。

## ぎょうざ倶楽部会員カード
定期的に開催される「お客様感謝キャンペーン」にてスタンプカードが配布され、指定の期間内に指定の数のスタンプを集めることでプラスチック製会員カードが発行される。会員カードを提示すると利用代金が割引される。なお、会員カードは、モバイルアプリにあるデジタル会員証に移行させることも可能（ただし移行後は会員カードは無効となる）。
期間やスタンプ数、特典内容、有効期限は変更されることもあるが、現在は7月から12月上旬にかけてがトライアル期間であり、期間中の会食でレジ合計額が税込500円毎に1つのスタンプ押印（倍押しとなるキャンペーン期間もあり）となり、25個以上貯まれば会員カードが発行され（最大50個。スタンプ数に応じた粗品もプレゼントされる）、会員カード提示により翌年末までの有効期間中における飲食代金が5%割引きとなる。さらに、翌年1月下旬から7月にかけて新たに発行したスタンプカードに25個の押印スタンプを集めるとプレミアム会員となり、飲食代金が7%割引きとなる。ちなみにかつては、利用の度に餃子が1 - 2人前無料扱いされるプラチナやゴールドのカードが存在した時期もあった。

## 王将用語
餃子の王将には中国語をベースにした独自の店内用語があり、一般に「王将用語」と呼ばれる。注文を厨房に伝える時などに大きな声やマイクで使われるため、話題になることも多い。例えば「コーテル・リャン・ガー・リャン・テ」は「焼き餃子2人前を2皿」という意味である。また、店舗によって用語が微妙に異なる。  
メニュー
- 焼き餃子 - コーテル（鍋貼＝グォティエが訛ったもの）
- お持ち帰り用の生餃子 - チャウス
- チャーハン - ソーハン
- 天津飯 - テンハン
- 焼きそば - ソーメン
- 中華飯 - チュウドンまたはナカドン
- 中華麺 - チュウメン
- 王将ラーメン - ヤナギ
- 味噌ラーメン - ミソメンまたはミソ
- 揚げそば - バリ
- 鶏の唐揚 - エンザーキー
- 肉と玉子のいりつけ - ムーシーロー
- 白いご飯  - パイハン
- 野菜炒め - ソーパイサイ
- 五目そば（五目麺） - ウースーメンまたはゴモク

数字（日本における麻雀の数え方と同じ）
- 1 - イー
- 2 - リャン（本来リャン（両）は数詞を伴う場合だけに使用するが、王将では「コーテル リャン」のように数詞を伴わない場合でも本来の「アル（二）」は使用しない）
- 3 - サン
- 4 - スー
- 5 - ウー
- 6 - リュウ
- 7 - チー
- 8 - パー
- 9 - チュー
- 10- シー

その他
- 人前 - ガー（個）
- 皿 - テ
- お持ち帰り - ナーホー
- 急いで - カイカイ（快快）
- ゆっくり - マンマン（慢慢）
- 売り切れ - マンラ（完了）
- いらない - プヨ（不要）

## 逸話等
- フランチャイズ店の出町店（京都市上京区）では、苦学生を対象に「皿洗いを30分することを条件で無料で食事ができる」伝統が35年以上行われていた[32]。2018年頃には衛生上の理由から皿洗いはなくなったが、苦しい学生には無料で食事を提供することは続けていた[33][34]。店主の井上定博が70歳になり、年齢によるフランチャイズ契約終了のため、2020年10月31日をもって閉店した[35][36]。
  - 『取締役島耕作』3巻では、同店をモデルにした「錦丸食堂」が登場する[35][33]。京都での会議の途中に中国家電大手出発集団の孫鋭が、貧しかった留学生時代に世話になったその店を島と共に再訪し、二人は食後に皿洗いをした、というストーリーである。
  - 「週刊新潮」2006年（平成18年）11月9日号では、『取締役島耕作』作者の弘兼憲史が出町店を訪ね、皿を洗う写真記事「とっておき私の京都－餃子の王将出町店－弘兼憲史」が掲載された。
  - 井上は2023年3月3日、かつての餃子の王将 出町店の近くにある出町桝形商店街に「いのうえの餃子」をオープンさせた。いのうえの餃子でも苦学生を対象に「皿洗い30分で無料で食事」を行っている[37]。
- 1号店の四条大宮店は、元来賃借物件であったが、阪急大宮駅の非常通路設置に伴うビル解体に際し、土地を購入して自社ビルを新築、2009年（平成21年）9月25日にリニューアルオープン。
- テレビ朝日系列のバラエティ番組『アメトーーク!』にて、2008年7月24日に「餃子の王将芸人」を放送[38]。番組内で、揚げ物に供される調味料が「ゴッドパウダー」「魔法の粉」と称され、後に2017年2月に持ち帰り商品として店頭販売が決まった際、商品名が「王将マジックパウダー」と名付けられた[39]。
- 2014年10月8日、餃子の主要食材（豚肉・小麦粉・キャベツ・ニラ・にんにく・生姜）をすべて国産化したことを発表。また、麺料理に関しても国産の小麦粉を使用することを発表した[40]。
- 創業間もない頃、餃子1人前無料券を繁華街で配布して、集客と知名度向上を図っていた。
- 王将フードサービスの株主には株主優待券が年1回、6月下旬頃に郵送される。株主優待券は500円額面の金券扱いで、有効期限は翌年の6月30日までである。
- 西日本地区と東日本地区の分水嶺は関東以北とされる[41]。
- 餃子の皮も西日本と東日本では違う。
- 運営会社である王将フードサービスの筆頭株主がアサヒビールのためか、提供されるアルコール類やソフトドリンクはアサヒビール、アサヒ飲料の物で、グラスなどに刻印されている王将フードサービスのロゴマークは、アサヒビールのそれに似ている。

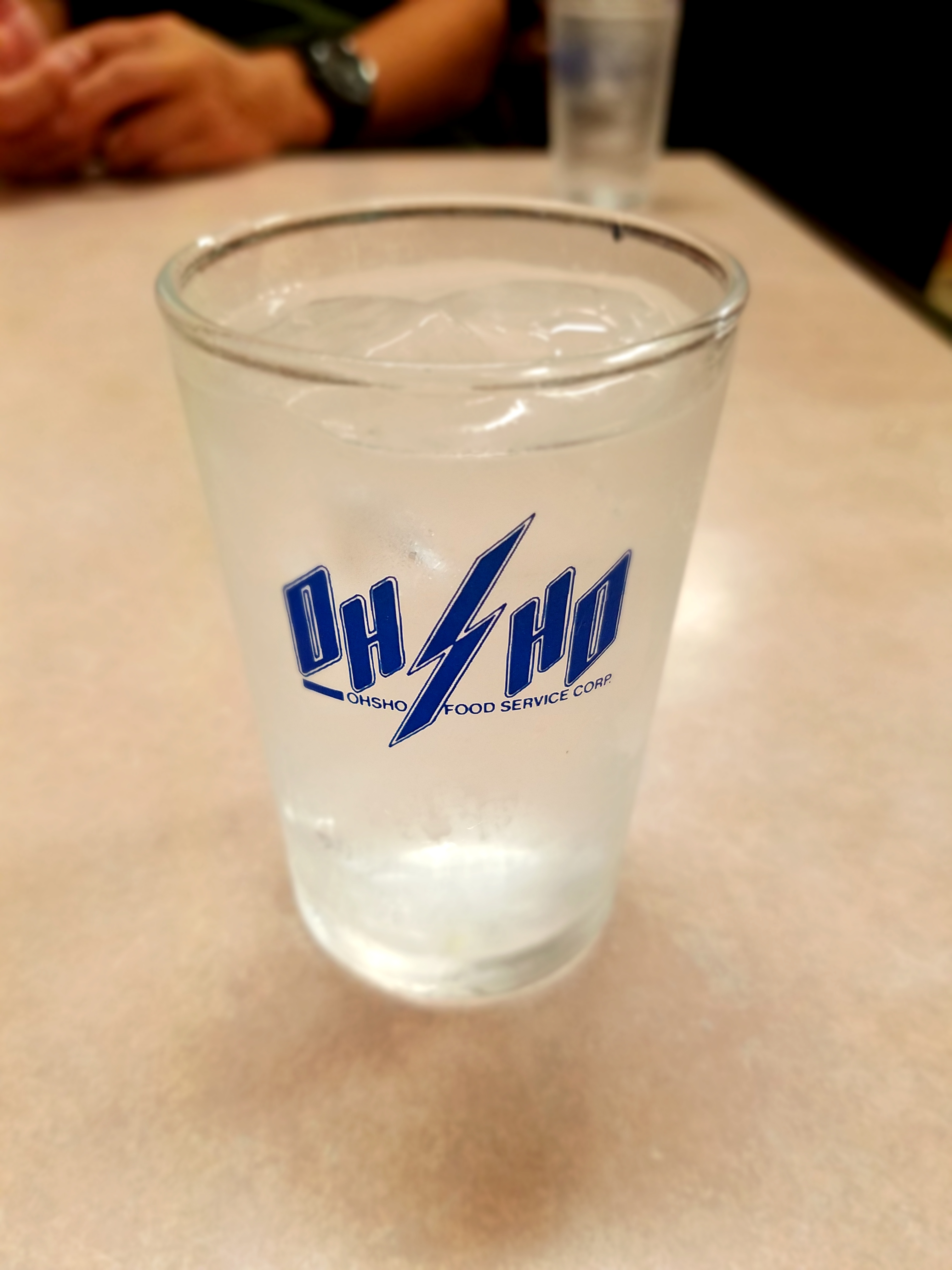
王将フードサービスのロゴマークが入った餃子の王将のグラス

- 1976年、大阪第一ホテルにて開かれた「中華業精鋭座談会」において当時の王将チェーン社長の加藤朝雄は、王将のコックが早く料理を提供する秘訣として調理技術より工程組みに重点に置いていると言っている。その中で、「酢豚を作ったら、そのタレを残しよるわけです。それで天津丼の上に、ぱっとかけたり」と言っており、東日本進出前から酢豚タレを利用し、当時のメニュー名は天津丼だっただろうことがわかる[42]。

## 事件・事故・不祥事
- 2012年11月、大阪府寝屋川市内の店舗で、客の40歳代の女性が、床にこぼれていた油で滑り足を骨折。女性は、滑る原因となった油が、調理場から飛び散ったものであるとし、「インターネットなどで滑りやすさが指摘されていたのに、店は予防措置を怠った」などとして、大阪地方裁判所に提訴。その後2015年3月6日付で、王将フードサービス側が女性に解決金100万円を支払うことで和解が成立[43]。
- 2013年9月3日、石川県金沢市の「金沢片町店」で客10人が、店員の制止を振り切って、服を脱ぐといった行為を行い、それをFacebookに投稿していたことが分かった。この店舗は事件が発覚した同9月2日の閉店をもって営業停止とすることを決めた[44][45]。なおこの客らは、読売新聞北陸支社のインタビューに対し、「昨年（2012年）11月末に、客に配る自分たちの店のカレンダーの写真として使うために当日の同店の責任者から許諾を得た。他の客のいない早朝に連絡を受けて、店に行って撮影をした」と話したが、一方の王将フードサービスは「店員は撮影を許可したが、裸になるとは想定していなかった。撮影を止めようとしたが止められず、制服も強引に着られてしまった」と説明している。なお問題の写真のカレンダーは客に配布されていた[46]。同店については撤退（完全閉店）を含めた検討が予定されていたが、その後同9月10日「これ以上営業を続けられない」として、閉店を決定した。王将フードサービスはこの男性客らを県警に威力業務妨害および公然わいせつの容疑で刑事告発した。同時に損害賠償の請求を考えている。ちなみに、同10月7日付で上記の客のうち2名が、県警金沢中署に同容疑で逮捕されている[47]。
- 2013年9月3日、社内調査で新潟県新潟市中央区の「新潟近江店」において男性店員が餃子用の冷蔵庫内に入っているところが写真として投稿されていたことを公表した[45][48]。当該従業員に対する処分および訴訟（刑事告発・賠償請求）の有無は不明なものの、冷蔵庫内にある食材の廃棄や消毒作業を行うため、9月3日から10日まで営業を停止し、9月11日から再開した。
- 2013年12月19日早朝、当時の社長であった大東隆行が王将フードサービス本社前の路上で何者かに拳銃で撃たれ、死亡する射殺事件が起きた。
- 2020年12月　FC店である下関長府マリン店でオーナーによる従業員に対する暴言、暴行が日常的に行われていた。また退職を伝えるも拒否し、有給休暇に関しても「うちでは有給休暇がない」と回答していた。サービス残業は毎日5時間以上あったがオーナーは支払いを拒否していた。パワハラ行為を受けた従業員は内部告発を行うが、暴言の音声証拠が提出されたが本社の対応は「本人が否定しているためそのような事実はない」と隠蔽を図っていた。また法務部、社長あてにも封書を送るが返答が来ることはなかった。週刊文集の記事「どつきまわすぞ」などの音声データが数時間にわたり録音されており、また調理器具での怪我の画像も提供したが王将本社が認めることはなかった。 被害者は暴行当時、下関長府警察署へ訪れたが日常的な暴行にも関わらず、「暴行を受けたすぐに通報してくれないと対応できない」と言われ「通報しても拘留や逮捕することはない」とも言われていた。当オーナーの実家の会社ではプライベートでも安倍元首相と関わっており、下関市長や市議会議員の後援も務めており下関では有名な一家だったと地域住民は答えていた。 労働審判ではオーナーとその父親が出席しており示談金400万円以上で和解となっているが終始暴行については否認をしていた。労働審判終了後にはオーナーの父親から被害者に向けて「金払ったるんやし仲良くしようや」と言ってきた。そのため被害届を提出し、音声データーや当時の治療記録、担当医師の証言があったにも関わらず不起訴となっているが検察側は理由を明らかにしていない。
- 2023年2月、餃子タレに虫が混入していることがSNSで拡散され、餃子の王将側の衛生管理問題が明るみとなった[49]。同月14日から、カスターセット（餃子のタレ、ラー油、酢、コショウのセット）を撤去する運用を始めた[50][51]。

## のれん問題

### 大阪王将（イートアンドグループ）
イートアンドホールディングス子会社の株式会社大阪王将（現在の法人は2代目）が展開する中華料理店チェーン。
王将フードサービスの創業者の親類が独立して創業し、その後、大阪王将食品（後に「大阪王将」（初代法人）→「イートアンド」→「イートアンドホールディングス」と改称）として法人化してチェーン展開を始めたものである。王将フードサービスとは資本や事業上の関係は一切無く、同社ホームページ上の「ご意見・お問い合わせ」にもその旨が掲載されている。
当初はのれん分けとして発足した経緯から『餃子の王将』の名称をそのまま使用していたが、双方の企業化とチェーン展開拡大の結果、それぞれの本社が所在した京都府・大阪府でも店舗の競合が起きたことから商標問題が起き、『大阪王将』に改名した。

### 鹿児島の“餃子の王将”
鹿児島県鹿児島市と霧島市に「鹿児島王将株式会社」が経営する“餃子の王将”が存在する。
鹿児島王将株式会社は、王将フードサービスと「鹿児島県内における『餃子の王将』出店は鹿児島王将に一任する」旨の協定を結んでいる。日本国内で王将フードサービスの直営及びFC以外で“餃子の王将”の商標を名乗る事が公に出来るのは鹿児島王将のみである。

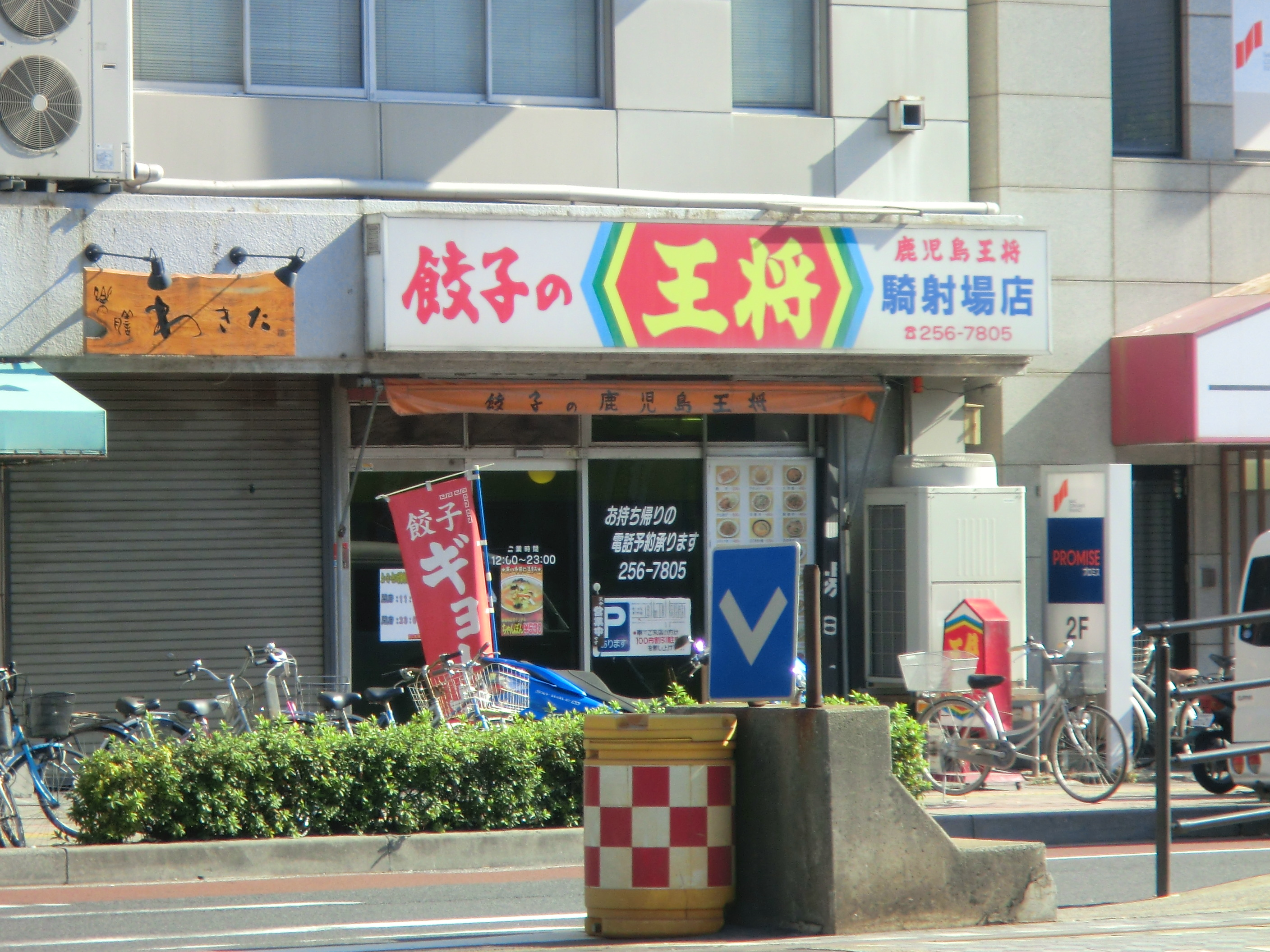
鹿児島王将 騎射場店
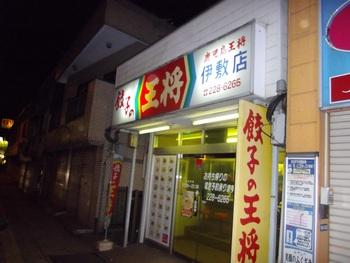
鹿児島王将 伊敷店

稲盛和夫（京セラ創業者）の義弟が餃子の王将でアルバイトをしていたが、独立を希望していた。それを聞いた稲盛は、王将の創業者である加藤朝雄（当時社長）に掛け合い、快諾を得たため、1978年（昭和53年）7月に実弟の稲盛豊実らとともに鹿児島王将株式会社を設立。同年9月に「餃子の王将」中町店をオープンさせた。そのため、創業店舗である同店の内装には京セラにおける当時の社名である「京都セラミック」から寄贈された据付鏡がある。
鹿児島王将は契約上熊本県と宮崎県、すなわち南九州一帯に出店できるため（ただし両県とも鹿児島県内のような出店一任協定はなく、立地条件によっては王将フードサービスの直営店やFC店との競合もあり得る。宮崎県は同社撤退後空白地帯となっている。）、一時は熊本市や宮崎市などにも進出していたが、現在はいずれも撤退している。
看板は類似しているがメニューは鹿児島王将独自のものであり、CMも独自制作している。
南九州ファミリーマートと業務提携しており、同社が管轄する鹿児島県と宮崎県にあるファミリーマートの店舗で鹿児島王将が監修した天津飯などの商品を不定期で販売することがある。

### タイの“餃子の王将”
2006年9月17日、「餃子の王将タイランド」という店がバンコクのスクムウィット通りにてオープンした。原材料は全てタイで調達し、日本の「餃子の王将」と全く同じ味を再現していると自称している。この店舗は王将フードサービスの元従業員が独立して設立したコスモフーズが運営するが、王将フードサービスとは資本・提携関係はない。店のロゴや店名が「餃子の王将」と酷似しているが、王将フードサービスは日本国外で商標登録を取っていないため静観するよりなかった。この店のサイトの会社情報には、京都からライセンス契約がある（原文は英語）とのことであったが、詳細は不明（現在は削除済み）。メニューは日本の餃子の王将と大きく異なっており、餃子は焼き餃子ではなく、揚餃子しか出さなかった。2007年にバンコク店が閉店。

### シンガポールの“餃子の王将”
シンガポールのカッページプラザにSential Jobs Pte. Ltdが運営する「餃子の王将」がある。Sential Jobsはシンガポールで日本料理レストランなどを展開している日系企業で、王将フードサービスと資本関係はない。ロゴは王将フードサービスのものとは異なる。